# Rövidlábú görény
A rövidlábú görény vagy afrikai csíkosgörény (Poecilogale albinucha) az emlősök (Mammalia) osztályának ragadozók (Carnivora) rendjébe, ezen belül a menyétfélék (Mustelidae) családjába és a zorillaformák (Ictonychinae) alcsaládjába tartozó Poecilogale nem egyetlen faja.

## Előfordulása
A rövidlábú görény Afrika középső és déli részének nyílt területein, szavannákon és az alacsonyabb hegyvidékeken él, de előfordul erdőkben és mocsaras területeken is. A Kongói Demokratikus Köztársaságtól délre egészen a Dél-afrikai Köztársaság területéig előfordul.

## Alfajai
- Poecilogale albinucha albinucha
- Poecilogale albinucha bechuanae
- Poecilogale albinucha doggetti
- Poecilogale albinucha lebombo
- Poecilogale albinucha transvaalensis

## Megjelenése
Az állat hossza 26-35 centiméter, farokhossza 15-23 centiméter, marmagassága 10-13 centiméter, súlya 230-380 gramm között változik. A hímek észrevehetően nagyobbak, mint a nőstények.  
Szőrzete a háton hosszú és selymes, a hason rövidebb. A farok szőrzete hosszú és bozontos. Bundája fekete, de feje teteje és farka fehér. A nyakán két fehér színű sáv húzódik, melyek a hátra érve kettészakadnak, úgyhogy ott már négy fehér szalag tarkítja az állatot, egészen a farkáig. A karmok hosszúak és erőteljesek, segítségükkel ás magának vackot a laza talajba. Hallása és szaglása jól fejlett. Szeme kicsi, de lehetővé teszi az éjjel vadászó állat számára a tájékozódást. Két végbélmirigye bűzös váladékot termel, melyet az állat támadója szemébe fecskendez, és ezzel átmenetileg megvakítja.

## Életmódja
Az állat éjjeli, magányos életmódot folytató vadász. Tápláléka kisemlősök (főként rágcsálók), madarak és tojásaik, nagyobb rovarok, valamint hüllők.

## Szaporodása
A hím 33, a nőstény 9 hónapos korban éri el az ivarérettséget. A párzási időszak januártól márciusig tart. A vemhesség 31-33 napig tart, ennek végén a nőstény 1-3 kölyköt hoz a világra. Az elválasztás nagyjából két hónap után következik be.

## Rokon fajok
A rövidlábú görény legközelebbi rokonai az Ictonyx nem fajai, a sivatagi görény (Ictonyx libyca) és a csíkos görény (zorilla) (Ictonyx striatus) .

## Fordítás
- Ez a szócikk részben vagy egészben  a   Weißnackenwiesel című német Wikipédia-szócikk ezen változatának fordításán alapul.  Az eredeti cikk szerkesztőit annak laptörténete sorolja fel. Ez a jelzés csupán a megfogalmazás eredetét és a szerzői jogokat jelzi, nem szolgál a cikkben szereplő információk forrásmegjelöléseként.